# Joshua Lederberg
Joshua Lederberg, ameriški mikrobiolog in genetik, * 23. maj 1925, Montclair, New Jersey, ZDA, † 2. februar 2008, NewYork-Presbyterian Hospital, New York, ZDA.
Lederberg je znan po svojem delu na področju genetike, umetne inteligence in raziskovanja Vesolja. Leta 1958 je prejel Nobelovo nagrado za fiziologijo ali medicino za odkritje, da se lahko bakterije razmnožujejo in izmenjujejo gene. Nagrado za delo na področju genetike si je delil z Edwardom Lawriejem Tatumom in Georgeom Wellsom Beadleom.
Poleg svojih prispevkov k biologiji je Lederberg veliko raziskoval na področju umetne inteligence, med drugim za Nasine eksperimentalne programe iskanja življenja na Marsu in kemijski ekspertni sistem Dendral.